# Ottaviano Fabrizio Mossotti

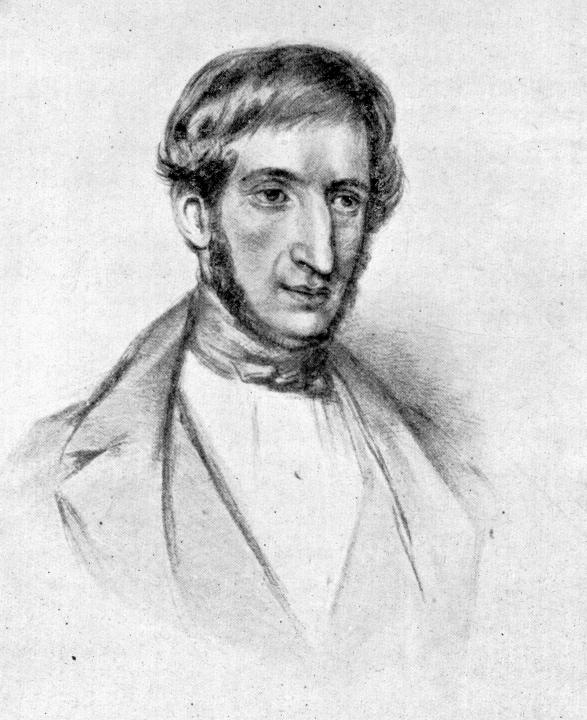
Ottaviano Fabrizio Mossotti

Ottaviano Fabrizio Mossotti (* 18. April 1791 in Novara; † 20. März 1863 in Pisa) war ein italienischer Physiker und Astronom (mathematische Physik, Himmelsmechanik, Geodäsie, Dielektrika). 

## Leben
Mossotti ging in Novara zur Schule und studierte an der Universität Pavia, wo er 1811 sein Studium mit Auszeichnung abschloss. 1813 ging er ans Observatorium von Brera, wo er erste wissenschaftliche Erfolge hatte. Da er gleichzeitig politisch gegen die einsetzende Reaktion aktiv war und Kontakte zu dem Revolutionär Filippo Buonarroti hatte, geriet er bei den damals dort herrschenden österreichischen Behörden in Verdacht und musste ins Ausland fliehen. Über die Schweiz und London ging er 1827 nach Buenos Aires, wo er Professor an der Universität war, und am neu gegründeten Museo Argentino de Ciencias Naturales Bernardino Rivadavia ein Observatorium, eine Wetterstation und ein Experimentalphysik-Labor betrieb. Als sich die politischen Verhältnisse und seine Arbeitsumstände nach einem Regierungswechsel 1835 verschlechterten, ging er wieder nach Italien. Er ging nach Turin, wo er die Abhandlung Sur les forces qui régissent la constitution intérieure del corps (1836) veröffentlichte, die ihm international Anerkennung verschaffte, zum Beispiel durch Michael Faraday. Sie verschaffte ihm auch eine Professur an der 1824 von Fredrick North gegründeten Ionischen Universität von Korfu. 1840 wurde er nach Pisa berufen, wo er als Professor für mathematische Physik und Himmelsmechanik den Rest seiner akademischen Karriere blieb. Er war dort mit seinem Schüler Enrico Betti einer der Begründer der mathematischen Tradition in Pisa. In den italienischen Unabhängigkeitskriegen war er 1848 Kommandeur des Bataillons der Universität Pisa in der Schlacht von Goito gegen die Österreicher bei Curtatone und Montanara.
1859 wurde er Mitglied des Staatsrats der Toskana und 1863 wurde er Senator der Republik Italien.
Mossotti stand mit seinen Arbeiten in der Tradition der französischen Schule der theoretischen Physik (André-Marie Ampère, Siméon Denis Poisson, Pierre Simon de Laplace). Die Clausius-Mossotti-Gleichung der Physikalischen Chemie (Theorie der Dielektrika) erhielt ihren Namen nach Mossotti und Rudolf Clausius.

## Schriften
- Lezioni elementari di fisica matematica, Florenz, 2 Bände, 1843, 1845